# Moiremont
Moiremont ist eine französische Gemeinde mit 189 Einwohnern (Stand 1. Januar 2022) im Département Marne in der Region Grand Est (vor 2016 Champagne-Ardenne). Sie gehört zum Arrondissement Châlons-en-Champagne und zum Kanton Argonne Suippe et Vesle.

## Geographie
Moiremont liegt rund vierzig Kilometer ostnordöstlich von Châlons-en-Champagne. Nachbargemeinden sind Vienne-le-Château im Norden, Florent-en-Argonne im Osten, Chaudefontaine im Süden und Südwesten sowie La Neuville-au-Pont im Westen.

## Bevölkerungsentwicklung
| Jahr                       | 1962 | 1968 | 1975 | 1982 | 1990 | 1999 | 2006 | 2011 | 2018 |
| -------------------------- | ---- | ---- | ---- | ---- | ---- | ---- | ---- | ---- | ---- |
| Einwohner                  | 207  | 183  | 165  | 174  | 188  | 200  | 206  | 212  | 194  |
| Quellen: Cassini und INSEE |      |      |      |      |      |      |      |      |      |

## Sehenswürdigkeiten
- Kirche Sainte-Marie-Madeleine
- Reste der ehemaligen Benediktinerabtei

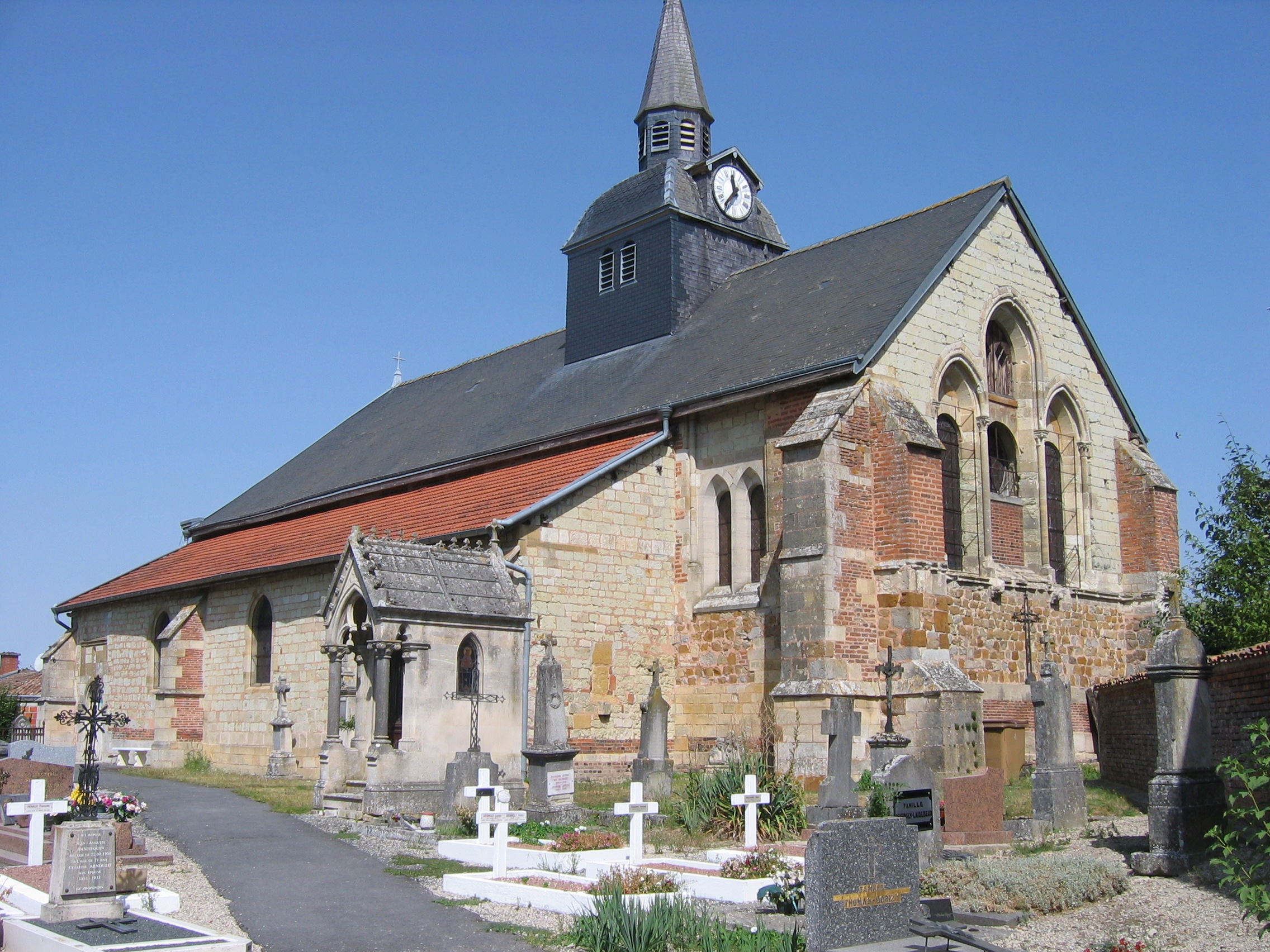
Kirche Sainte-Marie-Madeleine

## Persönlichkeiten
- Louis Tirlet (1771–1841), Divisionsgeneral und Politiker